# Palais des Notaires
Le Palais des Notaires (en italien, Palazzo dei Notai) est un édifice historique situé sur la Piazza Maggiore à Bologne. Il fut construit en 1381 par la société des Notaires dans le but d'en faire leur siège.
En réalité le palais fut construit en deux phases : la partie qui fait face à la Basilique San Petronio date de 1381 et elle a été réalisée sous la direction de Berto Cavalletto et  Lorenzo da Bagnomarino, en revanche la façade opposée au Palazzo d'Accursio fut refaite par Bartolomeo Fioravanti (it) aux environs de 1437.

## Histoire
À l'intérieur du bâtiment se trouvent des fresques du XVe siècle. En 1908 il fut entièrement restauré par Alfonso Rubbiani.
De 2001 à 2005, le palais accueille la Bibliothèque italienne des femmes, spécialisée dans le féminisme et les sujets liés aux femmes.